# Speed Demon
Speed Demon(스피드 데몬, 스피드 디먼)은 마이클 잭슨의 앨범 Bad에 수록된 싱글이다. 1989년 11월 12일에 발매됐다. 오토바이 소리가 나는 곡으로, 마이클 잭슨이 bad와 함께 낸 영화 Moonwalker에도 나온 곡이다.